# Paraclius oedipus
Paraclius oedipus är en tvåvingeart som beskrevs av Becker 1922. Paraclius oedipus ingår i släktet Paraclius och familjen styltflugor. Inga underarter finns listade i Catalogue of Life.